# إدوارد هيثكوت
إدوارد هيثكوت هو سياسي أمريكي، ولد في 15 أبريل 1859، وتوفي في 17 يناير 1944. نشط حزبياً في الحزب الجمهوري. وقد انتخب عضو جمعية ولاية ويسكونسن ‏.